# Bunkyō
Bunkyō (文京区 Bunkyō-ku?) este un sector special al zonei metropolitane Tōkyō în Japonia.

## Monumente
- Catedrala Sfânta Maria din Tokyo